# 비금초등학교 대광분교
비금초등학교 대광분교는 대한민국 전라남도 신안군에 있었던 공립 초등학교이다.

## 연혁
- 1975년 8월 26일 비금대광국민학교 설립인가
- 1976년 10월 2일 비금대광국민학교 개교(12학급)
- 1986년 1월 1일 도서벽지학교 '나'급 지정
- 1996년 3월 1일 비금대광초등학교로 개칭
- 1997년 3월 1일 비금초등학교 대광분교장 격하 편입
- 2001년 1월 1일 도서벽지학교 '다'급 조정
- 2004년 3월 1일 폐교